# Arnaldo Fabriani

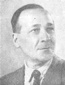

Arnaldo Fabriani (Civita d'Antino, 25 gennaio 1898 – 1º gennaio 1979) è stato un politico, sindacalista e giornalista italiano.

## Biografia
Eletto nelle file della Democrazia Cristiana come membro dell'Assemblea Costituente nel 1946, ha fatto parte del gruppo parlamentare democratico cristiano alla Camera nella I e II Legislatura, dal 1948 al 1958.